# Віялохвістка кадавуйська
Віялохвістка кадавуйська (Rhipidura personata) — вид горобцеподібних птахів родини віялохвісткових (Rhipiduridae).

## Поширення
Ендемік Фіджі. Поширений на островах Кадаву та Оно з архіпелагу Кадаву. Мешкає у тропічних вологих низинних лісах.